# Station Dąbrowa Górnicza Ząbkowice
Station Dąbrowa Górnicza Ząbkowice is een spoorwegstation in de Poolse plaats Dąbrowa Górnicza.